# Бекейаул
Бекейаул — покинутый аул в Чеберлоевском районе Чеченской Республики.

## География
Аул расположен к юго-востоку от районного центра Шаро-Аргун.
Ближайшие населённые пункты и развалины покинутых аулов: на северо-западе — бывшие аулы Чуреймохк и Арапоаул, на северо-востоке — бывший аул Тарсенаул, на юго-западе — бывшие аулы Ачалой, Батыйаул и Кулой, на юго-востоке — бывшие аулы Мамонаул, Пэтэаул и Тушикаул.